# 斯卡拉布峰
斯卡拉布峰（英語：Scarab Peak），是南極洲的山峰，位於維多利亞地的彭內爾海岸，處於弗拉斯特姆山東北面3.7公里的托賓山東南端，海拔高度3,160米，由新西蘭探險隊命名，現時由南極條約體系管理。